# Jinxi (köpinghuvudort i Kina, Jiangsu Sheng, lat 31,18, long 120,89)
Jinxi (kinesiska: 锦溪, 锦溪镇) är en köpinghuvudort i Kina. Den ligger i provinsen Jiangsu, i den östra delen av landet, omkring 220 kilometer sydost om provinshuvudstaden Nanjing. Antalet invånare är 51 462. Befolkningen består av 25 096 kvinnor och 26 366 män. Barn under 15 år utgör 5,0 %, vuxna 15-64 år 81 %, och äldre över 65 år 13,0 %.
Runt Jinxi är det mycket tätbefolkat, med 1 095 invånare per kvadratkilometer. Närmaste större samhälle är Fenhu, 19,2 km söder om Jinxi. Trakten runt Jinxi består till största delen av jordbruksmark.
Genomsnittlig årsnederbörd är 1 661 millimeter. Den regnigaste månaden är juni, med i genomsnitt 221 mm nederbörd, och den torraste är december, med 59 mm nederbörd.